# Maison Michel
La maison Michel est un immeuble de style Art nouveau réalisé à Liège par l'architecte Paul Jaspar. 

## Histoire
Cette maison est construite en 1899 par Paul Jaspar, initiateur de l'art nouveau en cité ardente pour Gédéon Michel, un entrepreneur liégeois qui construisit l'école d'armurerie située rue Léon Mignon à Liège.

## Situation
Cette maison se situe au no 31 de la rue de Rotterdam qui va du boulevard d'Avroy à la place de Bronckart à Liège.
Au no 38 de la même rue, on peut admirer un autre immeuble construit par Paul Jaspar deux ans plus tôt ainsi qu'une grille en fer forgé de style Art nouveau au no 36.
Les numéros 36 et 38 appartinrent à la famille Michel jusqu’en 2017. Un atelier à deux étages attenant au numéro 38 est établi au fond de la cour partagée des deux bâtiments et visible de la grille en fer forgé du numéro 36.

## Description
L'immeuble possède une façade asymétrique de deux travées et trois niveaux (plus un dernier étage mansardé). Le style Art nouveau géométrique est d'inspiration mosan. La travée de gauche comportant la porte d'entrée est la plus étroite. Le soubassement, les encadrements de baies et les bandeaux horizontaux sont en pierre de taille (pierre bleue) alors que le matériau principal de la façade est la brique rouge déclinée en plusieurs tons.
On remarque au-dessus de la porte d'entrée un original petit oriel à base trapézoïdale comprenant la baie d'imposte.
La baie du rez-de-chaussée (travée de droite) forme un arc légèrement outrepassé dont chaque extrémité laisse apparaître une minuscule tête sculptée (homme à gauche, femme à droite). La partie supérieure de cette baie est ornée de petits bois et de carrés de vitraux de plusieurs teintes. On retrouve ces vitraux sur d'autres baies. Au premier étage, le bow-window en bois peint en brun à base trapézoïdale est orné sur sa partie inférieure par une frise où figure au centre une tête de monstre entourée d'un feuillage ondulant et dentelé. La travée de droite est surmontée par un seul pilastre en brique sur lequel est placé un masque de diable à cornes.

## Source
- « Inventaire du patrimoine culturel immobilier - Maison Michel », sur spw.wallonie.be (consulté le 29 octobre 2017)